# Biran (Gers)
Biran település Franciaországban, Gers megyében. Lakosainak száma 377 fő (2022. január 1.). Biran Antras, Barran, Le Brouilh-Monbert, Caillavet, Jegun, Ordan-Larroque, Riguepeu és Saint-Jean-Poutge községekkel határos.

## Népesség
A település népességének változása:
| Lakosok száma | 427  | 372  | 336  | 381  | 387  | 383  | 386  | 384  | 381  | 377  |
|               | 1968 | 1982 | 1990 | 2006 | 2013 | 2015 | 2017 | 2019 | 2020 | 2022 |